# Zselickislak
Zselickislak je vas na Madžarskem, ki upravno spada pod podregijo Kaposvári Šomodske županije.